# Phisis africana
Phisis africana är en insektsart som beskrevs av Heinrich Hugo Karny 1907. Phisis africana ingår i släktet Phisis och familjen vårtbitare. Inga underarter finns listade i Catalogue of Life.